# 小卡尔·林沃尔
小卡尔·林沃尔（挪威語：Carl Ringvold Jr.，1902年12月16日—1961年8月27日），挪威男子帆船运动员。他曾代表挪威参加1924年夏季奥林匹克运动会帆船比赛，获得一枚金牌。他的父亲卡尔·林沃尔同样是帆船选手。